# Deltote potens
Deltote potens is een vlinder van de familie van de uilen (Noctuidae). De wetenschappelijke naam van deze soort is voor het eerst voorgesteld als Lithacodia potens door Jeremy Daniel Holloway in een publicatie uit 1976.
De soort komt voor in Maleisië (Borneo).